# Alessandro Kräuchi
Alessandro Kräuchi (San Gallo, 3 giugno 1998) è un calciatore svizzero, centrocampista del Vaduz.

## Caratteristiche tecniche
È un esterno destro.

## Carriera

### Club
Cresciuto nel settore giovanile del San Gallo, debutta in prima squadra il 26 settembre 2018 giocando l'incontro di Super League perso 2-0 contro lo Young Boys.

### Nazionale
Ha giocato nelle nazionali giovanili svizzere Under-15, Under-16 ed Under-21.

## Statistiche
Statistiche aggiornate al 23 dicembre 2020.

### Presenze e reti nei club
| Stagione        | Squadra         | Campionato      | Campionato | Campionato | Coppe nazionali | Coppe nazionali | Coppe nazionali | Coppe continentali | Coppe continentali | Coppe continentali | Altre coppe | Altre coppe | Altre coppe | Totale | Totale | Totale |
| Stagione        | Squadra         | Comp            | Pres       | Reti       | Comp            | Pres            | Reti            | Comp               | Pres               | Reti               | Comp        | Pres        | Reti        | Pres   | Reti   |        |
| --------------- | --------------- | --------------- | ---------- | ---------- | --------------- | --------------- | --------------- | ------------------ | ------------------ | ------------------ | ----------- | ----------- | ----------- | ------ | ------ | ------ |
| 2018-2019       | San Gallo       | ASL             | 6          | 0          | CS              | 1               | 0               |                    | -                  | -                  |             | -           | -           | 7      | 0      |        |
| 2019-2020       | San Gallo       | ASL             | 8          | 0          | CS              | 0               | 0               |                    | -                  | -                  |             | -           | -           | 8      | 0      |        |
| 2020-2021       | San Gallo       | ASL             | 11         | 0          | CS              | 0               | 0               | UEL                | 1                  | 0                  |             | -           | -           | 12     | 0      |        |
| Totale carriera | Totale carriera | Totale carriera | 25         | 0          |                 | 1               | 0               |                    | 1                  | 0                  |             | -           | -           | 27     | 0      |        |

## Palmarès

### Club

#### Competizioni nazionali
- Coppa del Liechtenstein: 2

Vaduz: 2023-2024, 2024-2025